# Campeonato Europeo de Campo a Través (masculino)
Los medallistas masculinos (individual y por equipos) del Campeonato Europeo de Campo a Través por año se muestran a continuación:

## Individual
| Núm.   | Año  | Sede                               | Oro                               | Plata                           | Bronce                          |
| ------ | ---- | ---------------------------------- | --------------------------------- | ------------------------------- | ------------------------------- |
| I      | 1994 | Alnwick ( Reino Unido)             | Paulo Guerra Portugal             | Domingos Castro Portugal        | Antonio Serrano · España        |
| II     | 1995 | Alnwick ( Reino Unido)             | Paulo Guerra Portugal             | Alejandro Gómez · España        | Andrew Pearson Reino Unido      |
| III    | 1996 | Charleroi · ( Bélgica)             | Jonathan Brown Reino Unido        | Paulo Guerra Portugal           | Mustapha Essaid Francia         |
| IV     | 1997 | Oeiras ( Portugal)                 | Carsten Jørgensen Dinamarca       | Claes Nyberg · Suecia           | Serhi Lebid · Ucrania           |
| V      | 1998 | Ferrara · ( Italia)                | Serhi Lebid · Ucrania             | Mohamed Mourhit · Bélgica       | Driss el Himer Francia          |
| VI     | 1999 | Velenje ( Eslovenia)               | Paulo Guerra Portugal             | Eduardo Henriques Portugal      | Jonathan Brown Reino Unido      |
| VII    | 2000 | Malmö · ( Suecia)                  | Paulo Guerra Portugal             | Serhi Lebid · Ucrania           | Driss el Himer Francia          |
| VIII   | 2001 | Thun · ( Suiza)                    | Serhi Lebid · Ucrania             | Kamiel Maase · Países Bajos     | Antonio Jiménez · España        |
| IX     | 2002 | Medulin · ( Croacia)               | Serhi Lebid · Ucrania             | Mustapha Essaid Francia         | Fabián Roncero · España         |
| X      | 2003 | Edimburgo ( Reino Unido)           | Serhi Lebid · Ucrania             | Juan Carlos de la Ossa · España | Eduardo Henriques Portugal      |
| XI     | 2004 | Heringsdorf · ( Alemania)          | Serhi Lebid · Ucrania             | Juan Carlos de la Ossa · España | Eduardo Henriques Portugal      |
| XII    | 2005 | Tilburg · ( Países Bajos)          | Serhi Lebid · Ucrania             | Alberto García · España         | Driss Maazouzi Francia          |
| XIII   | 2006 | San Giorgio su Legnano · ( Italia) | Mo Farah Reino Unido              | Fernando Silva Portugal         | Juan Carlos de la Ossa · España |
| XIV    | 2007 | Toro · ( España)                   | Serhi Lebid · Ucrania             | Mustafa Mohamed · Suecia        | Rui Silva Portugal              |
| XV     | 2008 | Ostende · ( Bélgica)               | Serhi Lebid · Ucrania             | Mo Farah Reino Unido            | Mustafa Mohamed · Suecia        |
| XVI    | 2009 | Dublín ( Irlanda)                  | Alemayehu Bezabeh · España        | Mo Farah Reino Unido            | Serhi Lebid · Ucrania           |
| XVII   | 2010 | Albufeira ( Portugal)              | Serhi Lebid · Ucrania             | Ayad Lamdassem · España         | Youssef El Kalai Portugal       |
| XVIII  | 2011 | Velenje ( Eslovenia)               | Atelaw Yeshetela Bekele · Bélgica | Ayad Lamdassem · España         | José Rocha Portugal             |
| XIX    | 2012 | Budapest · ( Hungría)              | Andrea Lalli · Italia             | Hassan Chahdi Francia           | Daniele Meucci · Italia         |
| XX     | 2013 | Belgrado ( Serbia)                 | Alemayehu Bezabeh · España        | Polat Kemboi Arıkan Turquía     | Andy Vernon Reino Unido         |
| XXI    | 2014 | Samokov ( Bulgaria)                | Polat Kemboi Arıkan Turquía       | Ali Kaya Turquía                | Alemayehu Bezabeh · España      |
| XXII   | 2015 | Hyères ( Francia)                  | Ali Kaya Turquía                  | Alemayehu Bezabeh · España      | Adel Mechaal · España           |
| XXIII  | 2016 | Chia · ( Italia)                   | Aras Kaya Turquía                 | Polat Kemboi Arıkan Turquía     | Callum Hawkins Reino Unido      |
| XXIV   | 2017 | Šamorín · ( Eslovaquia)            | Kaan Kigen Özbilen Turquía        | Adel Mechaal · España           | Andrew Butchart Reino Unido     |
| XXV    | 2018 | Tilburg · ( Países Bajos)          | Filip Ingebrigtsen · Noruega      | Isaac Kimeli · Bélgica          | Aras Kaya Turquía               |
| XXVI   | 2019 | Lisboa ( Portugal)                 | Robel Fsiha · Suecia              | Aras Kaya Turquía               | Yemaneberhan Crippa · Italia    |
| —      | 2020 | Dublín ( Irlanda) (cancelado)      | —                                 | —                               | —                               |
| XXVII  | 2021 | Dublín ( Irlanda)                  | Jakob Ingebrigtsen · Noruega      | Aras Kaya Turquía               | Jimmy Gressier Francia          |
| XXVIII | 2022 | La Mandria · ( Italia)             | Jakob Ingebrigtsen · Noruega      | Emile Cairess Reino Unido       | Isaac Kimeli · Bélgica          |
| XXIX   | 2023 | Bruselas · ( Bélgica)              | Yann Schrub Francia               | Magnus Myhre · Noruega          | Robin Hendrix · Bélgica         |
| XXX    | 2024 | Antalya ( Turquía)                 | Jakob Ingebrigtsen · Noruega      | Yemaneberhan Crippa · Italia    | Thierry Ndikumwenayo · España   |
| XXXI   | 2025 | Lagoa ( Portugal)                  |                                   |                                 |                                 |

### Medallero
- Actualizado a Antalya 2024.

| Núm. | País         | Oro | Plata | Bronce | Total |
| ---- | ------------ | --- | ----- | ------ | ----- |
| 1    | Ucrania      | 9   | 1     | 2      | 12    |
| 2    | Turquía      | 4   | 5     | 1      | 10    |
| 3    | Portugal     | 4   | 4     | 5      | 13    |
| 4    | Noruega      | 4   | 1     | 0      | 5     |
| 5    | España       | 2   | 8     | 7      | 17    |
| 6    | Reino Unido  | 2   | 3     | 5      | 10    |
| 7    | Francia      | 1   | 2     | 5      | 8     |
| 8    | Bélgica      | 1   | 2     | 2      | 5     |
| 9    | Suecia       | 1   | 2     | 1      | 4     |
| 10   | Italia       | 1   | 1     | 2      | 4     |
| 11   | Dinamarca    | 1   | 0     | 0      | 1     |
| 12   | Países Bajos | 0   | 1     | 0      | 1     |
|      | TOTAL        | 30  | 30    | 30     | 90    |

## Por equipo
| Núm.   | Año  | Sede                               | Oro         | Plata       | Bronce      |
| ------ | ---- | ---------------------------------- | ----------- | ----------- | ----------- |
| I      | 1994 | Alnwick ( Reino Unido)             | Portugal    | España      | Francia     |
| II     | 1995 | Alnwick ( Reino Unido)             | España      | Portugal    | Reino Unido |
| III    | 1996 | Charleroi · ( Bélgica)             | Portugal    | Francia     | Bélgica     |
| IV     | 1997 | Oeiras ( Portugal)                 | Portugal    | Francia     | España      |
| V      | 1998 | Ferrara · ( Italia)                | Italia      | Portugal    | España      |
| VI     | 1999 | Velenje ( Eslovenia)               | Reino Unido | Portugal    | Francia     |
| VII    | 2000 | Malmö · ( Suecia)                  | Francia     | España      | Irlanda     |
| VIII   | 2001 | Thun · ( Suiza)                    | España      | Francia     | Portugal    |
| IX     | 2002 | Medulin · ( Croacia)               | España      | Francia     | Portugal    |
| X      | 2003 | Edimburgo ( Reino Unido)           | Francia     | España      | Portugal    |
| XI     | 2004 | Heringsdorf · ( Alemania)          | Francia     | Italia      | Reino Unido |
| XII    | 2005 | Tilburg · ( Países Bajos)          | Francia     | España      | Ucrania     |
| XIII   | 2006 | San Giorgio su Legnano · ( Italia) | Francia     | Portugal    | España      |
| XIV    | 2007 | Toro · ( España)                   | España      | Portugal    | Francia     |
| XV     | 2008 | Ostende · ( Bélgica)               | España      | Francia     | Reino Unido |
| XVI    | 2009 | Dublín ( Irlanda)                  | España      | Reino Unido | Italia      |
| XVII   | 2010 | Albufeira ( Portugal)              | Francia     | Portugal    | España      |
| XVIII  | 2011 | Velenje ( Eslovenia)               | Francia     | Reino Unido | España      |
| XIX    | 2012 | Budapest · ( Hungría)              | España      | Reino Unido | Italia      |
| XX     | 2013 | Belgrado ( Serbia)                 | España      | Bélgica     | Reino Unido |
| XXI    | 2014 | Samokov ( Bulgaria)                | Turquía     | España      | Italia      |
| XXII   | 2015 | Hyères ( Francia)                  | España      | Francia     | Reino Unido |
| XXIII  | 2016 | Chia · ( Italia)                   | Reino Unido | España      | Turquía     |
| XXIV   | 2017 | Šamorín · ( Eslovaquia)            | Turquía     | España      | Reino Unido |
| XXV    | 2018 | Tilburg · ( Países Bajos)          | Turquía     | Reino Unido | Italia      |
| XXVI   | 2019 | Lisboa ( Portugal)                 | Reino Unido | Bélgica     | España      |
| —      | 2020 | Dublín ( Irlanda) (cancelado)      | —           | —           | —           |
| XXVII  | 2021 | Dublín ( Irlanda)                  | Francia     | España      | Noruega     |
| XXVIII | 2022 | La Mandria · ( Italia)             | Francia     | Italia      | España      |
| XXIX   | 2023 | Bruselas · ( Bélgica)              | Bélgica     | Francia     | Noruega     |
| XXX    | 2024 | Antalya ( Turquía)                 | España      | Bélgica     | Reino Unido |
| XXXI   | 2025 | Lagoa ( Portugal)                  |             |             |             |

### Medallero
- Actualizado a Antalya 2024.

| Núm. | País        | Oro | Plata | Bronce | Total |
| ---- | ----------- | --- | ----- | ------ | ----- |
| 1    | España      | 10  | 8     | 7      | 25    |
| 2    | Francia     | 9   | 7     | 3      | 19    |
| 3    | Portugal    | 3   | 6     | 3      | 12    |
| 4    | Reino Unido | 3   | 4     | 7      | 14    |
| 5    | Turquía     | 3   | 0     | 1      | 4     |
| 6    | Bélgica     | 1   | 3     | 1      | 5     |
| 7    | Italia      | 1   | 2     | 4      | 7     |
| 8    | Noruega     | 0   | 0     | 2      | 2     |
| 9    | Irlanda     | 0   | 0     | 1      | 1     |
| 9    | Ucrania     | 0   | 0     | 1      | 1     |
|      | TOTAL       | 30  | 30    | 30     | 90    |

## Medallero total
- Actualizado a Antalya 2024.

| Núm. | País         | Oro | Plata | Bronce | Total |
| ---- | ------------ | --- | ----- | ------ | ----- |
| 1    | España       | 12  | 16    | 14     | 42    |
| 2    | Francia      | 10  | 9     | 8      | 27    |
| 3    | Ucrania      | 9   | 1     | 3      | 13    |
| 4    | Portugal     | 7   | 10    | 8      | 25    |
| 5    | Turquía      | 7   | 5     | 2      | 14    |
| 6    | Reino Unido  | 5   | 7     | 12     | 24    |
| 7    | Noruega      | 4   | 1     | 2      | 7     |
| 8    | Bélgica      | 2   | 5     | 3      | 10    |
| 9    | Italia       | 2   | 3     | 6      | 11    |
| 10   | Suecia       | 1   | 2     | 1      | 4     |
| 11   | Dinamarca    | 1   | 0     | 0      | 1     |
| 12   | Países Bajos | 0   | 1     | 0      | 1     |
| 13   | Irlanda      | 0   | 0     | 1      | 1     |
|      | TOTAL        | 60  | 60    | 60     | 180   |